# Siempre hay una primera vez
Siempre hay una primera vez es una película mexicana de 1969 del género de drama, la cual consta de tres episodios escritos por Carlos Lozano Dana y Guillermo Murray (los dos primeros), y José Estrada y Mauricio Walerstein (el tercero); los cuales fueron dirigidos por José Estrada, Guillermo Murray y Mauricio Walerstein, respectivamente.

## Sinopsis
La película narra las historias de Rosa, Gloria e Isabel: Tres mujeres de distintas edades y clases sociales, quienes tienen en común el haber perdido la virginidad sin matrimonio de por medio y cómo enfrentan dicha problemática cada una de ellas ante sus respectivos entornos, de cara a las convicciones y prejuicios a las que se veían sometidas las mujeres en el México de la década de 1960.

### Primer episodio:"Rosa"
- Dirección: José Estrada.
- Guion: Carlos Lozano Dana y Guillermo Murray, con adaptación de José Estrada y Julián Pastor.

Rosa es una humilde adolescente de 16 años de edad quien, para mantener a su numerosa familia, debe abandonar la escuela y trabajar como criada en casa de una familia de clase media baja. Sin embargo la mayor preocupación de Lolita, su patrona, no es tanto la labor de ella con los quehaceres domésticos sino que su hijo Javier de 17 años de edad aún es virgen por lo que, aterrorizada por el hecho de que él pudiera ser homosexual, Lolita trata por todos los medios de que Javier se fije en Rosa como mujer hasta que una noche, durante una premeditada ausencia de sus padres, Javier va al cuarto de Rosa y trata de besarla, pero la cosa no pasa de allí. A la mañana siguiente una Rosa totalmente avergonzada decide huir de la casa de sus patrones de forma sigilosa pero, ante la negativa de su madre de recibirla, la chica termina mudándose a casa de su novio, el mecánico Hilario, quien horas más tarde, la forcejea y abusa de ella sexualmente.
Algún tiempo después, vemos que Javier ya usa bigote y es un mujeriego incorregible mientras que, cuando tocan a la puerta de la casa de Lolita y ella abre, vemos a Rosa -quien vuelve para retomar su trabajo de sirvienta- pero no viene sola: Lo hace con su hijo que ya tiene algo más de dos años de edad, por lo que Lolita (quien piensa que el bebé es su nieto) vuelve a contratarla, sólo que ahora le prohíbe atender a Javier y, además, le pagará el mismo sueldo de antes.

### Segundo episodio:"Gloria"
- Dirección: Guillermo Murray.
- Guion: Carlos Lozano Dana y Guillermo Murray con adaptación de Guillermo Murray y Gonzalo Martínez.

Gloria es una empleada bancaria que ronda la treintena y que -muy a su pesar- aún sigue virgen debido a la férrea oposición de Raquel, su conservadora madre, a tener novio. Sin embargo tanto Enrique, el joven y enamoradizo compañero de trabajo de Gloria, como Justino, un solterón inmigrante español dueño de una ferretería y amigo de la familia, tratan de cortejarla sin éxito hasta que, cuando en una cena Justino les revela a Gloria, Raquel, Inés (la desprejuiciada hermana de Gloria) y Víctor (el prometido de Inés) que tiene un patrimonio de medio millón de pesos, tanto Raquel como Josefina (la amargada hermana de Justino) los presionan para casarse y Gloria termina, por decirlo de alguna manera, combinando lo útil con lo agradable: Se entrega a Enrique para luego terminar casándose con Justino.

### Tercer episodio:"Isabel"
- Dirección: Mauricio Walerstein.
- Guion: José Estrada y Mauricio Walerstein con adaptación de Sergio Magaña y Mauricio Walerstein y Toni Sbert.

Isabel es una bella chica veinteañera de clase alta que mantiene su virginidad ante Sergio, su prometido, pero que consigue eludir hábilmente a la constante pregunta de sus amigos de que si es virgen o no hasta el día en que, cuando los frívolos y aristocratizantes padres de la joven ofrecen una fiesta en honor a la pareja, Isabel termina por aburrirse de la misma e, inadvertidamente, abandona el sarao en su auto para irse a la Zona Rosa y allí termina por tomar un taxi conducido por un tal Eduardo, quien la lleva a diversos cabarets de baja categoría que él frecuenta hasta que, ya completamente pasados de copas, él le pregunta a Isabel dónde quiere ir y la joven dice que a dónde él quiera, pero esta decisión terminará por costarle muy caro a Isabel ya que Eduardo se la lleva a un motel para luego violarla.
Más tarde vemos a Sergio e Isabel, ya recién casados, en el aeropuerto abordando un avión que los llevará de luna de miel a París y, mientras ambos despiden a los padres de la joven, Sergio le pregunta a Isabel si es feliz y observamos que ella le contesta que sí... pero su rostro refleja más una mueca que una sonrisa, terminando así la película.

## Elenco

### Primer episodio:"Rosa"
- Ana Martín ... Rosa
- Octavio Galindo ... Javier
- Ernesto Gómez Cruz ... Hilario
- Hortensia Santoveña ... Lolita, la mamá de Javier
- Pancho Córdova ... Sebastián, el papá de Javier
- Alfredo Rosas ... “Embudo”, compañero de trabajo de Hilario
- María Bustamante ... Mamá de Rosa
- Margie Bermejo ... Vendedora del kiosco

### Segundo episodio:"Gloria"
- Ana Luisa Peluffo ... Gloria
- Enrique Rambal ... Justino
- Julián Pastor ... Enrique
- Ofelia Guilmáin ... Josefina
- Anel Noreña ... Inés
- María Teresa Rivas ... Raquel
- Héctor Bonilla ... Víctor
- Maribel Tarragó ... Aurora, compañera de trabajo de Gloria
- Mario Casillas ... Ahmed
- Karina Duprez ... Doncella

### Tercer episodio:"Isabel"
- Helena Rojo ... Isabel
- Carlos Cortés ... Sergio
- Héctor Suárez ... Eduardo
- Guillermo Murray ... Carlos, el padre de Isabel
- Beatriz Baz ... Madre de Isabel
- Pilar Pellicer ... Invitada en una fiesta
- Jorge Dupré
- Sergio Kleiner ... Invitado en una fiesta
- Raquel Olmedo ... Susana (no aparece en los créditos)
- Jorge Luke ... Invitado en una fiesta (no aparece en los créditos)
- Candy Bledsoe
- Toni Sbert
- Nancy Glenn
- Jack Misrachi
- Fernando Lipkau